# Maríngue (distrito)

localização do distrito de Maringué em Moçambique

Marínguè (alternativamente Marínguè e oficialmente em  Moçambique  Marínguè) é um distrito da província de Sofala, em Moçambique, com sede na povoação de Marínguè. Tem limite, a norte com o distrito de Chemba, a oeste com o distrito de Macossa (distrito da província de Manica), a sul com o distrito da Gorongosa, a sudeste com o distrito de Cheringoma e a leste e nordeste com o distrito de Caia.
De acordo com o Censo de 1997, o distrito tem 56 654 habitantes e uma área de 5 085 km², daqui resultando uma densidade populacional de 11,1 h/km².

## Divisão Administrativa
O distrito está dividido em três postos administrativos (Canxixe, Maríngue e Subui), compostos pelas seguintes localidades:
- Posto Administrativo de Canxixe:
  - Canxixe
  - Senga-Senga
- Posto Administrativo de Maríngue:
  - Gumbalaçai
  - Maríngue
- Posto Administrativo de Subui:
  - Subui

1. ↑  Paulo, Correia; Mendes, Jorge Madeira (Outono de 2017). «Notas sobre povos, línguas, topónimos e ortografia de Moçambique» (PDF). Bruxelas: a folha — Boletim da língua portuguesa nas instituições europeias. p. 33. ISSN 1830-7809. Consultado em 15 de setembro de 2020
2. ↑  Lei 26/2013, de 18 de Dezembro, Artigo 3 (Distritos por província), Boletim da República, 1ª Série, Número 101